# Narcís Coll
Narcís Coll (Girona, 1753 - Igualada, 1809), fou un constructor d'instruments musicals, conegut com a "mestre de trompes i clarins".
Tot i que no hi ha massa dades d'aquest constructor, el seu nom apareix esmentant per primera vegada l'any 1784, als Qüestionaris de Francisco Zamora, font documental de l'activitat econòmica i social d'Igualada. Se'l descriu com un calderer que, a més a més, treballava les trompes de caça i en tenia habilitat. De la seva obra queden una trompa i un buccén(aquest atribuït a Coll), tots dos al fons del Museu de la Música de Barcelona, i en diversos documents s'esmenten altres instruments fets per ell, com un clarí per fer els pregons de la vila.
En el seu òbit diu el següent: "Dia vint y nou de Setembre de mil vuit cents y nou en Lo Cementiri de esta Parroquial iglesia de S[anta], Maria de la Vila de igualada Bisbat de Vich: se dona Sepultura ecclesiastica al Cadaver de Narcis Coll Calderer natural de Girona, mor dos dies antes en la edat de sinquanta sis anys, Marit de Maria Corbella natural de Montmaneu Bisbat de Vich. Rebé tots los sagraments acostumats de la Iglesia".